# Калогридис, Джинн
Джинн Калогридис (англ. Jeanne M. Kalogridis; род. 17 декабря 1954, Уинтер-Хейвен, Флорида, США) — американская писательница, автор исторических романов и произведений в жанрах научной фантастики и ужасов.

## Биография
Родилась 17 декабря 1954 года во Флориде. По собственным рассказам, с детства любила читать книги. В колледже сначала изучала микробиологию, но на старших курсах из-за большого интереса к языкам поменяла специализацию на русский язык, по которому в 1976-м получила степень бакалавра искусств. После этого два года проработала секретарём суда, благодаря чему научилась неплохо печатать на машинке, что, по её словам, «становится полезным в наши дни». Продолжила учёбу в Университете Южной Флориды, получила степень магистра искусств по лингвистике. Некоторое время изучала компьютерную лингвистику в аспирантуре Джорджтаунского университета. Затем вместе с мужем Джорджем переехала в Вашингтон, где ей предложили работу преподавателя английского языка в качестве иностранного в Американском университете. Её первая литературная публикация относится к 1979 году. Активно начала издаваться в середине 1980-х.
В настоящее время Джинн Калогридис проживает с мужем и двумя лабрадорами на западном побережье. Среди своих интересов называет йогу, буддизм, языки, лоскутное шитье и «чтение всего, что когда-либо было издано».

## Творчество
Под собственным именем Джинн Калогридис пишет в основном ужасы и исторические романы. Первый роман, вышедший под её настоящим именем, — «Договор с вампиром» (Covenant with the Vampire, 1994). Он открывает трилогию «Дневников династии Дракула» ("Diaries of the Family Dracul"), в которую также входят «Дети вампира» (Children of the Vampire, 1995) и «Князь Вампиров» (Lord of the Vampires, 1996). В 1997 году вышел в свет роман «Огненные времена» (The Burning Times) — история монахини-аббатисы Франсуазы, обвинённой в ереси в середине XIV века. В 2005-м был издан роман «Невеста Борджа» (The Borgia Bride), а следующем, 2006-м, — «Я, Мона Лиза» (Painting Mona Lisa), в котором описывается жизнь Флоренции времён Ренессанса и даётся очередная «разгадка» знаменитого портрета. Этот роман, равно как «Невеста Борджа» и некоторые другие, могут быть знакомы русскоязычному читателю по сериям «Книга-загадка, книга-бестселлер» и «Мона Лиза».
Намного больше у писательницы книг, изданных под псевдонимом Дж М. Диллард (J. M. Dillard). Это преимущественно романы из различных сериалов по миру "Star Trek", который весьма популярен в США. В оригинальной стартрековской серии у Диллард вышли Mindshadow (1985), Demons (1986), Bloodthirst (1987), The Lost Years (1989) и Recovery (1995). Она также автор стартрековских новеллизаций The Final Frontier (1989), Star Trek VI: The Undiscovered Country (1991), Generations (1994), First Contact (1996), Star Trek IX: Insurrection (1998) и Nemesis (2002). Роман Emissary — её вклад в серию "Star Trek: Deep Space Nine". Для серии "Star Trek: The Next Generation" она написала Possession (1996, в соавторстве с Кэтлин О’Мэлли) и Resistance (2007), а для серии "Star Trek: Enterprise" — Surak’s Soul (2003) и The Expanse (2003).
Кроме того, Диллард — автор книги The Resurrection (1988) из межавторской серии "War of the Worlds II", романа ужасов Specters (1991) и двух новеллизаций — The Fugitive (1993; по фильму «Беглец» с Харрисоном Фордом) и Bulletproof Monk (2003; по фильму «Пуленепробиваемый монах» с Чоу Юнь-Фатом).